# جان جاك كلارك بارينت
جان جاك كلارك بارينت هو موسيقي وكاتب وشاعر وسياسي هايتي، ولد في 17 أكتوبر 1951. انتخب Member of the Senate of Haiti ‏.